# Extrema-esquerda

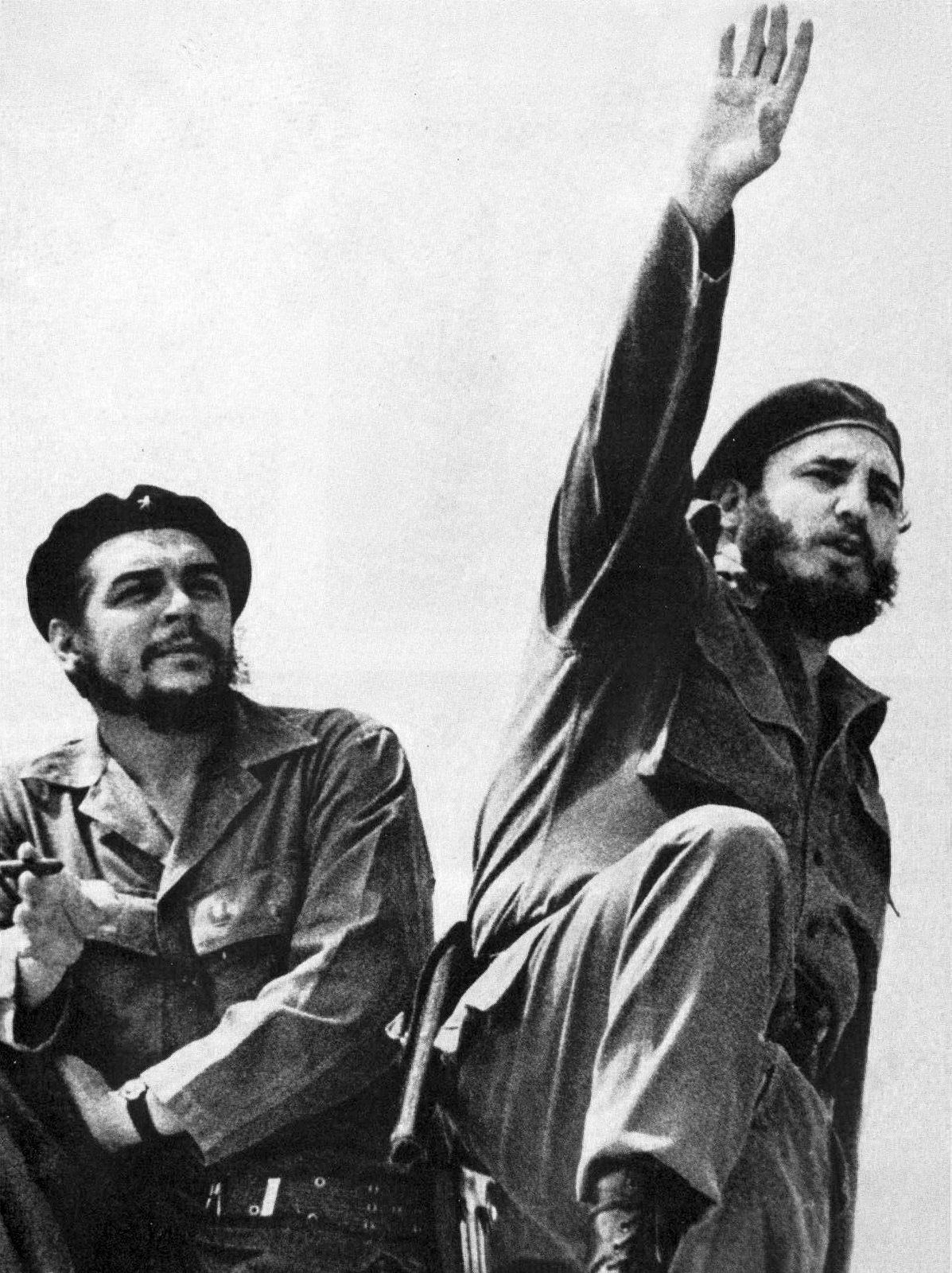
Che Guevara (à esquerda) e Fidel Castro, dois dos principais líderes da Revolução Cubana.

A designação de extrema-esquerda ou esquerda radical, às vezes também esquerda revolucionária, é aplicada, em todo o mundo, a um grande e diversificado conjunto de correntes de pensamento e organizações situadas no campo da esquerda política que têm como objetivo comum a superação do capitalismo, por meio de uma revolução cultural, da instauração de uma sociedade igualitária, coletivista, e a abolição da propriedade privada dos meios de produção. Em geral, considera-se, de maneira um tanto simplificada e imprecisa, que a extrema esquerda esteja situada mais à esquerda, no  espectro político, do que a esquerda política "tradicional", a qual também pode variar segundo o contexto. 
Alguns a definem como a ala mais à esquerda da social-democracia, enquanto outros a limitam à esquerda dos partidos comunistas. Algumas vezes, especialmente na chamada grande imprensa, o termo "extrema-esquerda" é associado a certas formas de anarquismo, ao comunismo, ao socialismo revolucionário ou mesmo ao movimento antiglobalização. Outras vezes é identificada com  grupos extremistas, militantes ou insurgentes que buscam promover mudanças radicais na organização da economia e da sociedade capitalista por meio da violência política.

## Definição
A definição da extrema-esquerda varia na literatura e, embora não haja um consenso sobre suas características essenciais - além de estar à esquerda da "esquerda".[carece de fontes?] Em França, extrême-gauche ("extrema-esquerda") é um termo geralmente aceite pelos grupos políticos que se posicionam à esquerda do Partido Socialista, embora alguns, como o cientista político Serge Cosseron, limitem o âmbito à esquerda do Partido Comunista Francês.
Estudiosos como Luke March e Cas Mudde propõem que os direitos socioeconómicos estão no centro da extrema-esquerda. Além disso, March e Mudde argumentam que a extrema-esquerda está à esquerda da "esquerda" no que diz respeito à forma como os partidos ou grupos descrevem a desigualdade económica com base nas disposições sociais e políticas existentes. Luke March, Professor Superior de Política Soviética e pós-soviética na Política e Relações Internacionais da Universidade de Edimburgo, define a extrema-esquerda como aqueles que se posicionam à esquerda da social-democracia, que é vista como insuficientemente de esquerda. Os dois principais subtipos da política de extrema-esquerda são chamados "a esquerda radical" e "a extrema-esquerda". O primeiro deseja mudanças fundamentais no capitalismo neoliberal e uma reforma progressiva da democracia, como a democracia direta e a inclusão de comunidades marginalizadas, enquanto a segunda denuncia a democracia liberal como um "compromisso com as forças políticas burguesas" e define o capitalismo de forma mais rigorosa.
Em geral, a extrema-esquerda é considerada radical porque preconiza transformações fundamentais na estrutura socioeconómica capitalista. March e Mudde afirmam que os partidos de extrema-esquerda são atores políticos cada vez mais estabilizados que desafiam os principais partidos social-democratas, e definem outras características da extrema-esquerda como o internacionalismo e um enfoque no trabalho em rede e na solidariedade, bem como a oposição à globalização e ao neoliberalismo. Na sua posterior conceptualização, March começou a referir-se à política de extrema-esquerda como "política de esquerda radical", adotada por partidos de esquerda que rejeitam os princípios e valores do capitalismo.

## Partidos de esquerda radical

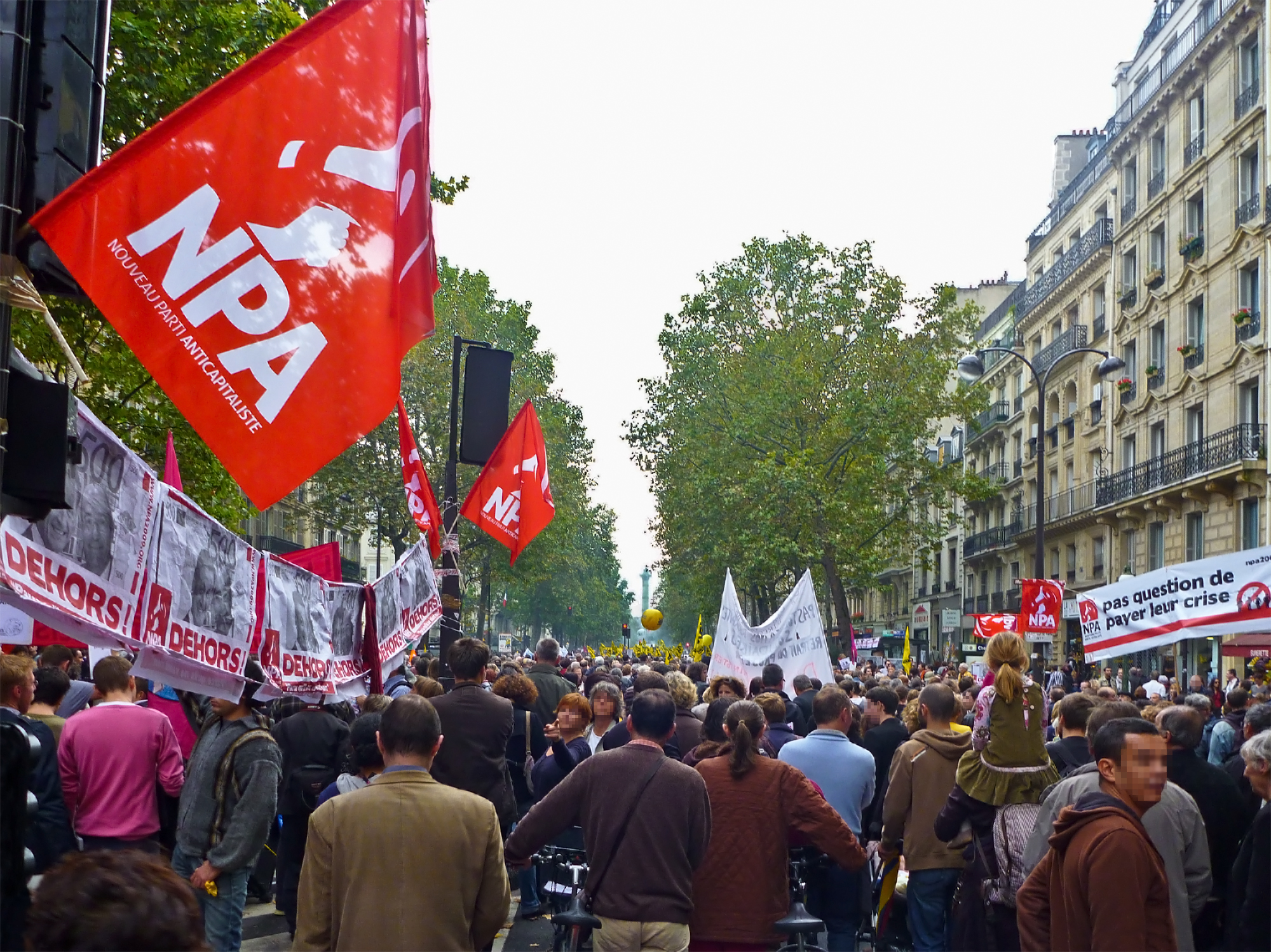
Manifestação do Novo Partido Anticapitalista em Paris.

Na Europa, geralmente, o apoio à política de extrema-esquerda provém de três grupos sobrepostos, nomeadamente as subculturas de extrema-esquerda, os social-democratas descontentes e os eleitores de protesto, incluindo, eventualmente, aqueles que se opõem à adesão do seu país à União Europeia.
Para distinguir a extrema-esquerda da esquerda moderada, Luke March e Cas Mudde identificam três critérios úteis:
- Em primeiro lugar, a extrema-esquerda rejeita a estrutura socioeconómica subjacente ao capitalismo contemporâneo.
- Em segundo lugar, defende estruturas económicas e de poder alternativas que envolvem a redistribuição de recursos em posse das elites políticas.
- Em terceiro lugar, são internacionalistas, estabelecendo relações de causalidade entre o imperialismo, o globalismo  e questões socioeconómicas regionais.

Outros classificam a extrema-esquerda na categoria de partidos socialistas populistas. O Professor Vít Hloušek e o Professor Lubomír Kopeček da Universidade Masaryk do Instituto Internacional de Ciência Política sugerem características secundárias, incluindo antiamericanismo, antiglobalização, oposição à OTAN e, em alguns casos, rejeição da integração europeia.
Luke March afirma que "em comparação com o movimento comunista internacional há 30 anos, a extrema-esquerda passou por um processo de profunda desradicalização. A extrema-esquerda é marginal na maioria dos lugares". March identifica quatro grandes subgrupos dentro da política europeia contemporânea de extrema-esquerda, nomeadamente comunistas, socialistas democráticos e social-populistas. Numa conceção posterior da política de extrema-esquerda, March escreve que "prefiro o termo 'esquerda radical' a  denominações alternativas tais como 'esquerda dura' ou 'extrema-esquerda', que podem parecer pejorativas e implicar que a esquerda é necessariamente marginal". De acordo com March, os partidos de extrema-esquerda mais bem sucedidos são "pragmáticos e não ideológicos".

## Terrorismo de esquerda

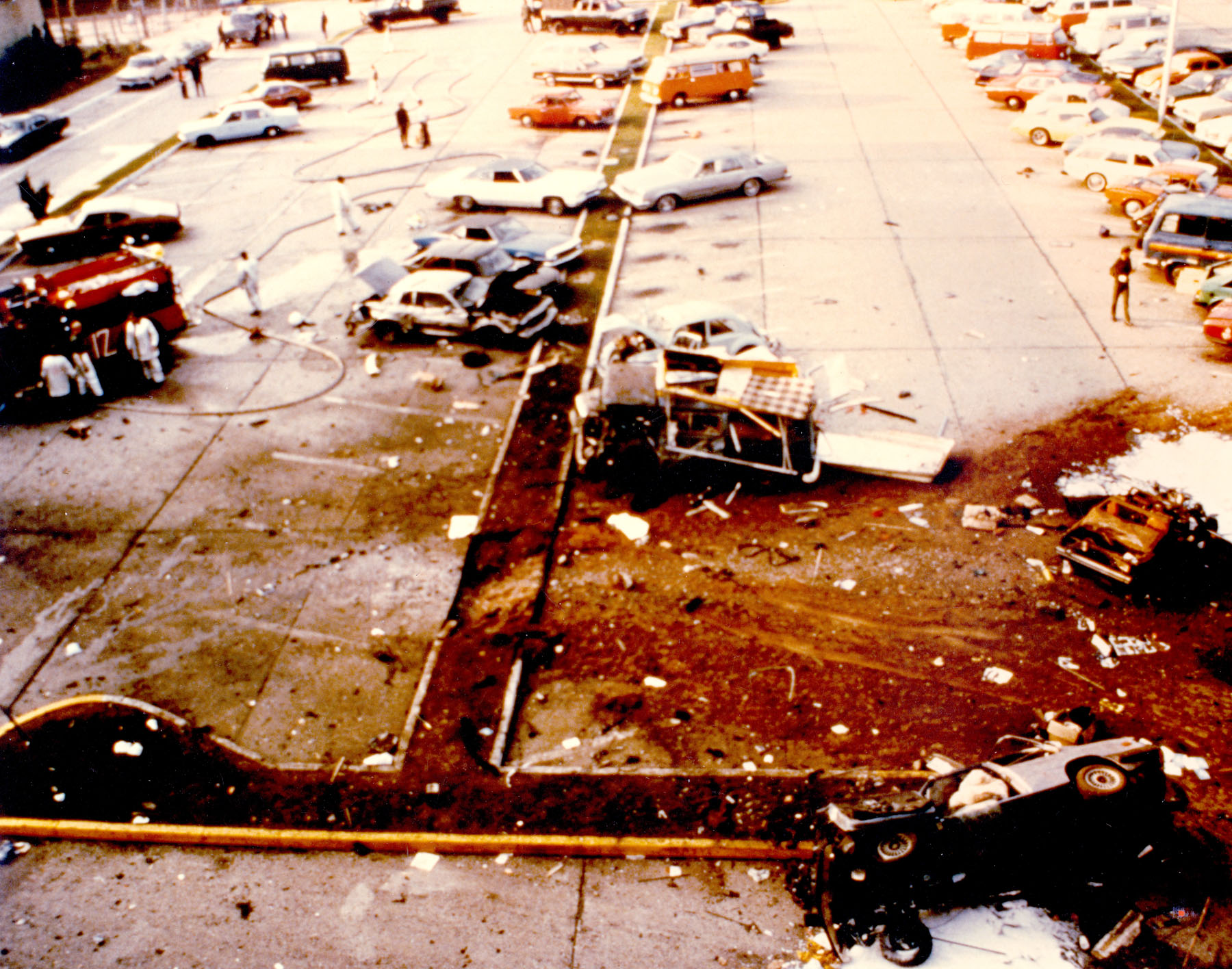
Atentado em 1981 na base aérea de Ramstein, na Alemanha Ocidental, pelo grupo terrorista de esquerda Fração do Exército Vermelho.

O terrorismo de esquerda, que não necessariamente representa a extrema-esquerda, visa derrubar o sistema capitalista, por meios violentos, e substituí-lo por uma sociedade socialista ou comunista. O terrorismo de esquerda também pode ocorrer em Estados que já são socialistas como forma de ativismo contra o governo no poder.
Muitas organizações militantes de extrema-esquerda formaram-se a partir de partidos políticos existentes nas décadas de 1960 e 1970, como as Brigadas Vermelhas, Montoneros e a Fração do Exército Vermelho. Esses grupos geralmente têm como objetivo derrubar o capitalismo e as classes dominantes ricas.
A maioria dos grupos terroristas de esquerda ativos nas décadas de 1970 e 1980 desapareceram em meados dos anos 1990. Uma exceção é a Organização Revolucionária 17 de Novembro (17N), da Grécia, que se manteve em atividade até 2002. Desde então, houve uma redução acentuada de atos de terrorismo de esquerda no mundo ocidental, em comparação com o terrorismo promovido por outros grupos - muitos dos quais identificados com a extrema-direita, por exemplo. Continuam a verificar-se atos no mundo em desenvolvimento, praticados principalmente por grupos insurgentes de diferentes colorações políticas.

### Citações
1. ↑  Marks, Gary; Mbaye, Heather A. D.; Kim, Hyung Min (2009). «Radicalism or Reformism? Socialist Parties before World War I». American Sociological Review. 74 (4): 615–635. ISSN 0003-1224. doi:10.1177/000312240907400406
2. ↑  March 2012b.
3. ↑  Ostrowski, Marius S. (2 de janeiro de 2023). «The ideological morphology of left–centre–right». Journal of Political Ideologies. 28 (1): 1–15. ISSN 1356-9317. doi:10.1080/13569317.2022.2163770
4. ↑  Jungkunz, Sebastian (2 de janeiro de 2019). «Towards a Measurement of Extreme Left-Wing Attitudes». German Politics (em inglês). 28 (1): 101–122. ISSN 0964-4008. doi:10.1080/09644008.2018.1484906
5. ↑  Março 2012b.
6. ↑  Cosseron 2007, p. 20.
7. 1 2  March & Mudde 2005.
8. ↑  Liebman & Miliband 1985.
9. ↑  Dunphy 2004.
10. 1 2  March 2012.
11. ↑  Holzer & Mareš 2016, p. 57.
12. ↑  Smaldone 2013, p. 304.
13. 1 2  Hloušek & Kopeček 2010, p. 46.
14. ↑  Katsambekis & Kioupkiolis 2019, p. 82.
15. ↑  March 2008, p. 3.
16. ↑  Dictionary of Populism.Left-wing populism or social populism. European Center for Populism Studies (ECPS).
17. ↑  March 2012, p. 1724.
18. ↑  Aubrey, Stefan M. The new dimension of international terrorism. Pág. 44-45. Em inglês. Zurich: vdf Hochschulverlag AG, 2004. ISBN 3-7281-2949-6
19. ↑  Moghadam, Assaf. The roots of terrorism. New York: Infobase Publishing, 2006. Pág. 56. Em inglês. ISBN 0-7910-8307-1
20. ↑  Weinberg, Leonard; Pedahzur, Ami; Perliger, Arie (2009). Political Parties and Terrorist Groups 2nd ed. London: Routledge. p. 53. ISBN 9781135973377
21. ↑  Chaliand, Gérard (2010). The History of Terrorism: From Antiquity to Al Qaeda. Berkeley, California: University of California Press. ISBN 9780520247093
22. ↑  «Red Brigades». Stanford University. Consultado em 1 de novembro de 2019. The PL [Prima Linea] sought to overthrow the capitalist state in Italy and replace it with a dictatorship of the proletariat.
23. ↑  Raufer, Xavier (dezembro de 1993). «The Red Brigades: A Farewell to Arms». Studies in Conflict and Terrorism. 16 (4). 319 páginas. Consultado em 1 de novembro de 2019
24. ↑  «Red Brigades announce end of their struggle to overthrow German state». The Irish Times. 22 de abril de 1998. Consultado em 1 de novembro de 2019. German detectives yesterday confirmed as authentic a declaration by the Red Army Faction (RAF) terrorist group that its struggle to overthrow the German state is over.
25. ↑  Andrew Silke (3 de setembro de 2018). «8». Routledge Handbook of Terrorism and Counterterrorism. [S.l.]: Taylor & Francis. ISBN 978-1-317-59270-9

## Outros
Extrema-Esquerda - Arquivo RTP, sobre a história da extrema-esquerda em Portugal